# Mojtaba Haghdoust
Mojtaba Haghdoust (tiếng Ba Tư: مجتبی حقدوست) là một tiền vệ bóng đá người Iran hiện tại thi đấu cho câu lạc bộ Iran Foolad ở Persian Gulf Pro League.

## Sự nghiệp câu lạc bộ

### Naft Tehran
Haghdoust gia nhập Naft Tehran vào mùa hè năm 2015. Anh có màn ra mắt cho Naft Tehran ở vòng 11 của Iran Pro League 2015–16 trước Esteghlal Khuzestan thay cho Arash Rezavand khi anh ra mắt trước Diana Baghershahr ngày 9 tháng 10 năm 2015.

### Thống kê sự nghiệp câu lạc bộ
Tính đến 27 tháng 2 năm 2017
| Câu lạc bộ   | Hạng đấu     | Mùa giải     | Giải vô địch | Giải vô địch | Cúp Hazfi | Cúp Hazfi | Châu Á  | Châu Á    | Tổng    | Tổng      |
| Câu lạc bộ   | Hạng đấu     | Mùa giải     | Số trận      | Bàn thắng    | Số trận   | Bàn thắng | Số trận | Bàn thắng | Số trận | Bàn thắng |
| ------------ | ------------ | ------------ | ------------ | ------------ | --------- | --------- | ------- | --------- | ------- | --------- |
| Naft Tehran  | Pro League   | 2015–16      | 15           | 1            | 1         | 0         | 0       | 0         | 16      | 1         |
| Naft Tehran  | Pro League   | 2016–17      | 1            | 0            | 0         | 0         | 0       | 0         | 1       | 0         |
| Esteghlal    | Pro League   | 2016–17      | 13           | 2            | 2         | 0         | 1       | 0         | 16      | 2         |
| Career Total | Career Total | Career Total | 29           | 3            | 3         | 0         | 1       | 0         | 33      | 3         |